# Flip (stripfiguur)
Flip is een personage, en tevens de beste vriend van hoofdrolspeler Jommeke uit de gelijknamige Vlaamse stripreeks Jommeke. Hij is jarig op 12 oktober en heeft een weegschaal als sterrenbeeld, zoals in De Kikiwikies te lezen is.

## Herkomst
Oorspronkelijk debuteerde Flip in het tweede album De zingende aap. Hierin is Flip een cadeau aan Jommeke van zijn nonkel pater in Belgisch-Congo. In deze versie is Flips echte naam Filipus omdat nonkel pater hem gevangen heeft op de feestdag van Sint-Filipus. Flip was echter niet dol op die naam waardoor hij in de rest van de reeks Flip genoemd wordt.
Bij een herziening veranderde de herkomst van Flip echter. Hierin debuteerde hij in het herziene, eerste album De jacht op een voetbal. Hierin is hij de papegaai van de zoon van gravin Groenvijver. Bij de herziening van het tweede album is Flip dan een cadeau van die zoon.

## Omschrijving
Flip is een papegaai die even vlot kan praten als mensen en vaak het hoogste woord voert. Klinkt het niet, dan botst het wel. Flip heeft groene pluimen op het lichaam, en rode op de vleugels. Hij is ongeveer veertig centimeter groot.
Wanneer Jommeke en zijn vrienden in een gevaarlijke situatie zijn verzeild, is Flip meestal degene die het hoofd koel kan houden en de situatie kan omkeren. Hij klaagt weleens wanneer hij Jommeke en zijn vrienden moet redden, of weer op onderzoek moet gaan. Uiteindelijk is hij wel weer steeds de redder in nood, onder meer in de albums De zingende aap en De panda van Wanda waarin hij met zijn snavel de touwen kan doorbijten. Maar wanneer Jommeke in De koningin van Onderland op de pijnbank ligt, bijt hij vreemd genoeg de touwen niet door.
Flip wordt ook snel verliefd op vrouwen in plaats van op wijfjespapegaaien. Zo is hij al eens verliefd geweest op
- Elodie van Stiepelteen in Diep in de put,
- Tita Telajora in Tita Telajora,
- Ine Borg in De verdroogde bron,
- Herlinde de Hoefslag van Hinniken in Het geheim van de hoefslag,
- Prinses Sangriani in De komkommerprinses,
- Nicky in Het pompoenenkasteel,
- De secretaresse van de Amerikaanse ambassade in De kleine professor.
- Hij noemt Marie in het album Met Fifi op reis zelfs "schatteboeleke".

Ook is Flip praktisch nooit jaloers, behalve toen Filiberke ook verliefd was geworden op de Griekse Helena in Paniek op de Akropolis.
Mega Mindy, K3 en zelfs Miss België zijn de vriendinnen waarmee Flip vaak aan het skypen is in het album In de klauwen van Prutelia.
In het album De gouden jaguar heeft Flip een op maat gemaakte zwembroek aan, evenals in het album De verdroogde bron.
Flip drinkt zich soms te pletter met alcohol en kan ook snel boos worden, zoals in de albums De muzikale Bella, De vlag van Lord Chester, De mandoline van Caroline en Holeman. In het laatstgenoemde album zit hij in de kelder van professor Gobelijn samen met Holeman aan de wijn, met het bekende gevolg. 
Hij heeft ook al eens sigaren gerookt. Bijgevolg werd hij zo misselijk dat hij naar het ziekenhuis gebracht moest worden, zie Geheime opdracht. Later rookte hij nog de vredespijp in Twee halve lappen. In De superster werd Flip vreemd genoeg niet ziek na het roken van sigaren.
Flip kent ook wat minder beleefde omschrijvingen; zo noemde hij het kapsel van Filiberke ooit eens "melkboerenhondenhaar".
Flip kon ook lezen in het album Kinderen baas dankzij een drankje dat was uitgevonden door professor Gobelijn. Maar toen het drankje was uitgewerkt, verloor hij deze gave. In het album Baron Anatolsky snoept Flip stiekem aan het fameuze dessert en ziet een bijzonder hallucinerend einde aan het avontuur.

## Vertalingen
Enkele Jommekes-albums zijn ook verschenen in andere landen. In het Zweeds gaat Flip als Max door het leven.

## Verwijzingen in andere strips
- In het album Kiekebanus schrikt Fanny Kiekeboe, als ze varken Wieske hoort spreken. "Ik dacht dat alleen papegaaien konden spreken?" Konstantinopel: "Ja, zoals in Jommeke."
- In het album Op zoek naar Neroke uit de stripreeks van F.C. De Kampioenen lijkt de papegaai Flippo qua uiterlijk veel op Flip.